# Cavellia colensoi
Cavellia colensoi är en snäckart som först beskrevs av Suter 1890.  Cavellia colensoi ingår i släktet Cavellia och familjen Charopidae. Inga underarter finns listade i Catalogue of Life.